# Loretta Young
Loretta Young (6 tháng 1 năm 1913 – 12 tháng 8 năm 2000) là một nữ diễn viên người Mỹ đã từng đoạt giải Oscar, ba lần dành giải Emmy và hai giải Quả cầu vàng. Bà sinh ra tại Salt Lake City, Utah với tên khai sinh Gretchen Young, và hoạt động nghệ thuật từ rất sớm, đóng phim từ năm 3 tuổi. Young cũng nổi tiếng nhờ sắc đẹp và những cuộc tình đầy sóng gió như với Clark Gable và Spencer Tracy. Young và Gable bí mật có một con gái, Judy Lewis, người mà Young tuyên bố là con nuôi.

## Phim tham gia
| Năm  | Phim                                                 | Vai diễn                           | Chú thích                                               |
| 1917 | The Primrose Ring                                    | Thiên thần                         | không chắc chắn                                         |
| 1917 | Sirens of the Sea                                    | Đứa trẻ                            | trong tên Gretchen Young                                |
| 1919 | The Only Way                                         | Đứa bé trên bàn mổ                 |                                                         |
| 1921 | White and Unmarried                                  | Đứa bé                             | không chắc chắn                                         |
| 1921 | The Sheik                                            | Đứa bé Ả Rập                       | không chắc chắn                                         |
| 1927 | Naughty But Nice                                     | Bit Part                           | không chắc chắn                                         |
| 1927 | Her Wild Oat                                         | Cô gái ở bàn Ping Pong             | không chắc chắn                                         |
| 1928 | The Whip Woman                                       | Cô gái                             |                                                         |
| 1928 | Laugh, Clown, Laugh                                  | Simonetta                          |                                                         |
| 1928 | The Magnificent Flirt                                | Denise Laverne                     |                                                         |
| 1928 | The Head Man                                         | Carol Watts                        |                                                         |
| 1928 | Scarlet Seas                                         | Margaret Barbour                   |                                                         |
| 1929 | Seven Footprints to Satan                            | Một trong những nạn nhân của Satan | không chắc chắn                                         |
| 1929 | The Squall                                           | Irma                               |                                                         |
| 1929 | The Girl in the Glass Cage                           | Gladys Cosgrove                    |                                                         |
| 1929 | Fast Life                                            | Patricia Mason Stratton            |                                                         |
| 1929 | The Careless Age                                     | Muriel                             |                                                         |
| 1929 | The Forward Pass                                     | Patricia Carlyle                   |                                                         |
| 1929 | The Show of Shows                                    |                                    | Meet My Sister number                                   |
| 1930 | Loose Ankles                                         | Ann Harper Berry                   |                                                         |
| 1930 | The Man from Blankley's                              | Margery Seaton                     |                                                         |
| 1930 | Show Girl in Hollywood                               | Bản thân                           | không chắc chắn                                         |
| 1930 | The Second Floor Mystery                             | Marion Ferguson                    |                                                         |
| 1930 | Road to Paradise                                     | Mary Brennan/Margaret Waring       |                                                         |
| 1930 | Warner Bros. Jubilee Dinner                          | Bản thân                           | chương trình ngắn                                       |
| 1930 | Kismet                                               | Marsinah                           |                                                         |
| 1930 | War Nurse                                            | Y tá                               | không chắc chắn                                         |
| 1930 | The Truth About Youth                                | Phyllis Ericson                    |                                                         |
| 1930 | The Devil to Pay!                                    | Dorothy Hope                       |                                                         |
| 1931 | How I Play Golf, by Bobby Jones No. 8: 'The Brassie' | Loretta (không chắc chắn)          | chương trình ngắn                                       |
| 1931 | Beau Ideal                                           | Isobel Brandon                     |                                                         |
| 1931 | The Right of Way                                     | Rosalie Evantural                  |                                                         |
| 1931 | The Stolen Jools                                     | Bản thân                           | chương trình ngắn                                       |
| 1931 | Three Girls Lost                                     | Norene McMann                      |                                                         |
| 1931 | Too Young to Marry                                   | Elaine Bumpstead                   |                                                         |
| 1931 | Big Business Girl                                    | Claire 'Mac' McIntyre              |                                                         |
| 1931 | I Like Your Nerve                                    | Diane Forsythe                     |                                                         |
| 1931 | The Ruling Voice                                     | Gloria Bannister                   |                                                         |
| 1931 | Platinum Blonde                                      | Gallagher                          |                                                         |
| 1932 | Taxi!                                                | Sue Riley Nolan                    |                                                         |
| 1932 | The Hatchet Man                                      | Sun Toya San                       |                                                         |
| 1932 | Play-Girl                                            | Buster 'Bus' Green Dennis          |                                                         |
| 1932 | Week-end Marriage                                    | Lola Davis Hayes                   |                                                         |
| 1932 | Life Begins                                          | Grace Sutton                       |                                                         |
| 1932 | They Call It Sin                                     | Marion Cullen                      |                                                         |
| 1933 | Employees' Entrance                                  | Madeleine Walters West             |                                                         |
| 1933 | Grand Slam                                           | Marcia Stanislavsky                |                                                         |
| 1933 | Zoo in Budapest                                      | Eve                                |                                                         |
| 1933 | The Life of Jimmy Dolan                              | Peggy                              |                                                         |
| 1933 | Heroes for Sale                                      | Ruth Loring Holmes                 |                                                         |
| 1933 | Midnight Mary                                        | Mary Martin                        |                                                         |
| 1933 | She Had to Say Yes                                   | Florence 'Flo' Denny               |                                                         |
| 1933 | The Devil's in Love                                  | Margot Lesesne                     |                                                         |
| 1933 | Man's Castle                                         | Trina                              |                                                         |
| 1934 | The House of Rothschild                              | Julie Rothschild                   |                                                         |
| 1934 | Born to Be Bad                                       | Letty Strong                       |                                                         |
| 1934 | Bulldog Drummond Strikes Back                        | Lola Field                         |                                                         |
| 1934 | Caravan                                              | Countess Wilma                     |                                                         |
| 1934 | The White Parade                                     | June Arden                         |                                                         |
| 1935 | Clive of India                                       | Margaret Maskelyne Clive           |                                                         |
| 1935 | Thượng Hải                                           | Barbara Howard                     |                                                         |
| 1935 | Tiếng gọi nơi hoang dã                               | Claire Blake                       |                                                         |
| 1935 | The Crusades                                         | Berengaria, Princess of Navarre    |                                                         |
| 1935 | Hollywood Extra Girl                                 | Crusades cast member               | chương trình ngắn                                       |
| 1936 | The Unguarded Hour                                   | Lady Helen Dudley Dearden          |                                                         |
| 1936 | Private Number                                       | Ellen Neal                         |                                                         |
| 1936 | Ramona                                               | Ramona                             |                                                         |
| 1936 | Ladies in Love                                       | Susie Schmidt                      |                                                         |
| 1937 | Love Is News                                         | Toni Gateson                       |                                                         |
| 1937 | Café Metropole                                       | Laura Ridgeway                     |                                                         |
| 1937 | Love Under Fire                                      | Myra Cooper                        |                                                         |
| 1937 | Wife, Doctor and Nurse                               | Ina Heath Lewis                    |                                                         |
| 1937 | Second Honeymoon                                     | Vickie Benton                      |                                                         |
| 1938 | Four Men and a Prayer                                | Miss Lynn Cherrington              |                                                         |
| 1938 | Three Blind Mice                                     | Pamela Charters                    |                                                         |
| 1938 | Suez                                                 | Nữ bá tước Eugenie de Montijo      |                                                         |
| 1938 | Kentucky                                             | Sally Goodwin                      |                                                         |
| 1939 | Wife, Husband and Friend                             | Doris Borland                      |                                                         |
| 1939 | The Story of Alexander Graham Bell                   | Bà Mabel Bell                      |                                                         |
| 1939 | Eternally Yours                                      | Anita                              |                                                         |
| 1940 | The Doctor Takes a Wife                              | June Cameron                       |                                                         |
| 1940 | He Stayed for Breakfast                              | Marianna Duval                     |                                                         |
| 1941 | The Lady from Cheyenne                               | Annie Morgan                       |                                                         |
| 1941 | The Men in Her Life                                  | Lina Varsavina                     |                                                         |
| 1941 | Bedtime Story                                        | Jane Drake                         |                                                         |
| 1943 | A Night to Remember                                  | Nancy Troy                         |                                                         |
| 1943 | China                                                | Carolyn Grant                      |                                                         |
| 1943 | Show Business at War                                 | Bản thân                           | chương trình ngắn                                       |
| 1944 | Ladies Courageous                                    | Roberta Harper                     |                                                         |
| 1944 | And Now Tomorrow                                     | Emily Blair                        |                                                         |
| 1945 | Along Came Jones                                     | Cherry de Longpre                  |                                                         |
| 1946 | The Stranger                                         | Mary Longstreet                    |                                                         |
| 1947 | The Perfect Marriage                                 | Maggie Williams                    |                                                         |
| 1947 | The Farmer's Daughter                                | Katrin Holstrom                    | Giải Oscar cho nữ diễn viên chính xuất sắc nhất         |
| 1947 | The Bishop's Wife                                    | Julia Brougham                     |                                                         |
| 1948 | Rachel and the Stranger                              | Rachel Harvey                      |                                                         |
| 1949 | The Accused                                          | Bác sĩ Wilma Tuttle                |                                                         |
| 1949 | Mother Is a Freshman                                 | Abigail Fortitude Abbott           |                                                         |
| 1949 | Come to the Stable                                   | Sister Margaret                    | Đề cử — Giải Oscar cho nữ diễn viên chính xuất sắc nhất |
| 1950 | Key to the City                                      | Clarissa Standish                  |                                                         |
| 1951 | You Can Change the World                             | Bản thân                           | chương trình ngắn                                       |
| 1951 | Cause for Alarm!                                     | Ellen Jones(Brown) / Narrator      |                                                         |
| 1951 | Half Angel                                           | Nora Gilpin                        |                                                         |
| 1951 | Screen Snapshots: Hollywood Awards                   | Bản thân                           | chương trình ngắn                                       |
| 1952 | Paula                                                | Paula Rogers                       |                                                         |
| 1952 | Because of You                                       | Christine Carroll Kimberly         |                                                         |
| 1953 | It Happens Every Thursday                            | Jane MacAvoy                       |                                                         |